# Bąkowo (powiat gdański)
Bąkowo (kaszb. Bãkòwò, niem. Bankau) – osada kaszubska w Polsce, położona w województwie pomorskim, w powiecie gdańskim, w gminie Kolbudy przy drodze wojewódzkiej nr 221. W kierunku północno-wschodnim od Bąkowa znajduje się rezerwat przyrody Bursztynowa Góra, jak również wzniesienie Bursztynowa Góra.
W latach 1975–1998 miejscowość administracyjnie należała do województwa gdańskiego.

## Nazwy źródłowe miejscowości
Kaszb. Bãkòwò, Bãkòwa, Bąkòwò, niem. Bankau